# Noise-Rock
Noise-Rock (engl. noise „Lärm“) ist eine Ende der 1970er entstandene Musikrichtung, deren Ursprung zwischen Post-Punk, No Wave und Artrock liegt. Das Genre gilt als Hybrid zwischen Noise und Rockmusik.
Besonders amerikanische Interpreten wie Scratch Acid, Butthole Surfers, Tuxedomoon und hervorgehoben Big Black, Swans und Sonic Youth waren für den Beginn des Genres bedeutend. Ein bedeutendes Zentrum des Genres lag in New York, wo Gruppen wie Sonic Youth und Swans an den No Wave anknüpften. Auch die australische Gruppe The Boys Next Door, später The Birthday Party, bot einen neuen Ansatz, Störgeräusche und Lärmelemente als Element ihrer Musik zu nutzen.
In den 1990er Jahren erlebte das Genre nach dem durch Nirvanas Album Nevermind ausgelösten Erfolg des Grunge und Alternative erhöhte Aufmerksamkeit. Gruppen wie The Jesus Lizard, Shellac, Unsane oder Helmet wurden als Vertreter einer an den frühen Noise-Rock anschließenden Generation neuer Bands bekannt. Auch weitere Musikgenres, in denen Elemente des Noise, Noise-Rock und Rockmusik kombiniert wurden, entstanden ab den späten 1980er-Jahren.

## Rezeption

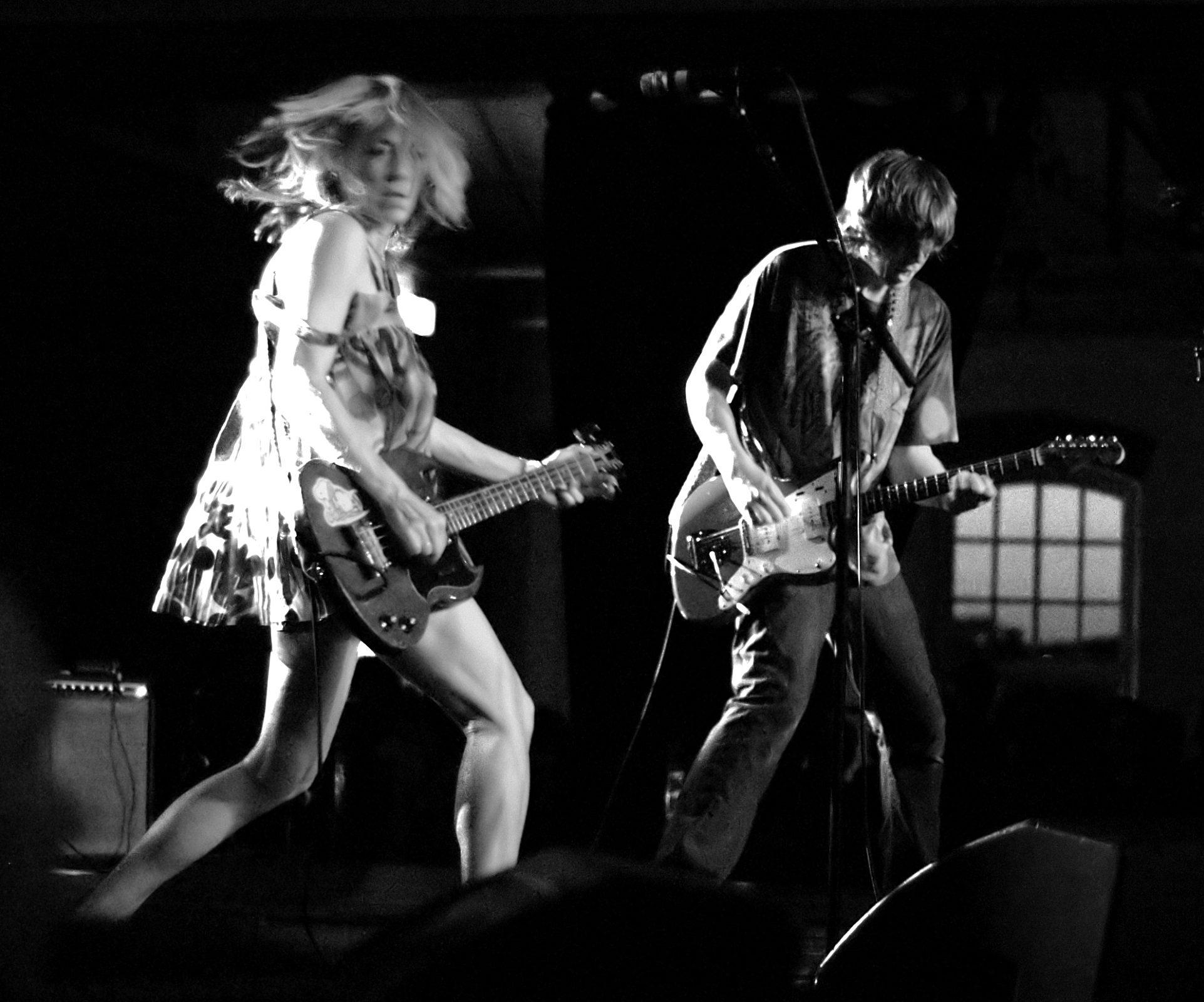
Kim Gordon und Thurston Moore mit Sonic Youth, hier 2005 in Schweden, einer der prägensten Gruppen des Noise-Rock

In Relation zu den beiden Noise-Genres des gleichen Zeitraums, Japanoise und Power Electronics, zu welchen eigene Bücher erschienen, besitzt Noise-Rock keine nennenswerte historische Dokumentation oder kultur- beziehungsweise musikwissenschaftliche Aufbereitung. Selbst Überblickswerke zum Noise oder Alternative erwähnen nur vereinzelte Interpreten oder schließen die Rockmusik explizit aus der Betrachtung aus. Für einige Musikzeitschriften und Webzines wurden Genrechroniken und Überblicksartikel zum Noise-Rock verfasst. Eine zentrale Quelle zur Aufbereitung des Genres fehlt daher, wodurch eine Darstellung sich an gegebenen Belegen zum Genre und zu jenen Interpreten und Schlüsselwerken orientieren muss, in deren Kontext der Noise-Rock hervorgehoben besprochen wird.

## Stil und Inhalt
Eine gemeinsame musikalische Form besaßen die frühen Noise-Rock-Interpreten nicht. Während manche darum bemüht waren, sich der Rockmusik zu verweigern und unkonventionelle Instrumente zu nutzen, blieben andere in der Konstellation einer Rockband und agierten mit den gegebenen Instrumenten durch ungewöhnliche Spielmethoden. Gemein war vielen der direkte oder indirekte Bezug zum experimentellen Ansatz des Art-, Kraut- und Psychedelic-Rock und der aus dem Punk gezogene Wille aufzubegehren und das Publikum zu konfrontieren sowie Bezüge zur bildenden Kunst. Im Noise-Rock-Bands dominiert häufig das Gitarrenspiel, was eine Abgrenzung zu anderen Bands des Noise, Post-Industrial und Industrial darstellt, bei denen meist elektronische Elemente im Vordergrund stehen. Typisches Noise-Equipment umfasst eine Vielzahl an Gitarren, die in obskuren Stimmungen gespielt werden, Transistor-Verstärker, Effektpedale und Hilfsmittel zur Manipulation der Saiten, wie ergänzende Stege, Bottleneck, Violin-Bögen oder Schlagzeugstöcke.
Noise-Rock schloss ebenso an den Ideen des No Wave wie an jenen mancher Industrial-Bands an oder überschnitt sich mit diesen. In der Verbindung von Rockmusik mit einem stärkeren Einsatz von Verzerrungen und elektronischen Effekten, unterschiedlichen Graden von Atonalität, Improvisation und weißem Rauschen entstand eine Bandbreite möglicher Ausdrucksmöglichkeiten zwischen Punk, Post-Punk und Rock. Zwischen der Antithese zu elitärem und einengendem Gebaren im Punk und der Übernahme von Ideen des frühen Industrial reichen die Ideen der Musiker für die Herleitung des Stils selbst. Ein Grundimpuls oder gemeinsamer Kerngedanke bestand so schon im Ursprung nicht. Vielmehr verweisen Autoren wie Michael Setzer vom deutschen Magazin Visions auf eine Ideenvielfalt, ähnlich jener des Ursprungs des Post-Punk.

„[W]ahrscheinlich liegt der Kern von Noiserock tatsächlich irgendwo zwischen Punk, Zerstörung, Zügellosigkeit und Liebe – und Überlebensstrategien, mit dem Lärm im Kopf klarzukommen.“

Musikalisch versucht Noise-Rock mit sogenannten Noise-Riffs, bei meist rhythmischer Schlagzeugbegleitung möglichst unharmonisch zu klingen. So verwendet zum Beispiel Sonic Youth systematisch verstimmte Gitarren als Stilelement. Die Erzeugung von Lärm und Chaos durch schrille und brachiale Klänge sind ebenso möglich wie träumerische Klangteppiche und imaginative Klangmalerei. Neben der gezielten Erzeugung von Rückkopplungen gehört die Nutzung ungewöhnlicher Hilfsmittel sowie umgebaute Instrumente im Gitarrenspiel zum Noise-Rock. Das Reiben des Gitarrenhalses über den Boden oder über Gegenstände oder auch durch unter die Saiten geschobene Trommelstöcke sollen unvorhersehbare Klänge als Teil der Musik erzeugen. Third-Bridge-Gitarre ebenso wie das Kratzen und Schaben auf den Saiten sind häufig Teil des Gitarrenspiels.

## Geschichte
Die Übergänge vom Artrock und No Wave zum Noise-Rock gestalteten sich zudem fließend. Als bedeutende Vorreiter und erster Impuls wird der Artrock von The Velvet Underground, insbesondere das Stück Sister Ray, angeführt. Aus der Linie des No Wave blieb New York ein wichtiger regionaler Raum für die Festigung als Genre. Einige der frühen Interpreten des Noise-Rock wurden noch als No Wave oder als Post-No-Wave besprochen. Doch auch abseits von New York formierten sich Interpreten, deren Fundus sich aus dem Punk-Willen zur Provokation speiste. Insbesondere San Francisco wurde als zweite Metropole des Punk und Post-Punk in den Vereinigten Staaten auch für den Noise-Rock zum zweiten Zentrum. Kleine Konzerträume und die von Außenseitern, Aussteigern und Künstlern geprägte Subkultur der Stadt ermöglichten unkonventionellen Interpreten aufzutreten.

### Die Szene in San Francisco
Eine der wegweisenden Gruppen San Franciscos ist The Residents. Dabei erlangte die bereits 1974 debütierte Band mit ihrer durch bewussten Dilettantismus gepflegten Dekonstruktion des Psychedelic Rock als Musik und Kultur und durch ihre Selbstinszenierung als Marke und Unternehmen des Pop als Markt und Massenphänomen, nah an den Ideen von Throbbing Gristle und Laibach, in den späten 1970er-Jahren ihren Popularitätshöhepunkt. Musikalisch weniger konfrontativ als die Interpreten des Industrial spielt die Musik von The Residents mit ironischen Klangcollagen, „eckigen Melodien und zuckenden Rhythmen“, die vornehmlich auf konventionellen Rock-Instrumenten gespielt wurden. Die Grundidee der anonymen Gruppe bestand darin, dass „Nichtmusiker zu sein […] die einzige Möglichkeit [darstellte] wirklich frei und kreativ zu bleiben“. Junge Bands der späten 1970er-Jahre wie Factrix, Chrome und Tuxedomoon schlossen mitunter an den grotesken Inszenierungen der Gruppe an, nahmen hinzukommend Bezug auf Antonin Artauds Theater der Grausamkeiten und changierten in ihren Auftritten zwischen Performancekunst, Industrial und Rockmusik. Sie nutzten Metallteile als Perkussionsinstrumente wie Factrix oder experimentierten mit „Licht und Musik, Chaos und Eros“ und einer Verweigerung jedweder Konvention zu folgen wie Tuxedomoon. Zwischen den Kunststudenten und freien Künstlern, die die Musikgruppen Factrix und Tuxedomoon bildeten, erwies sich Steve Brown als eine Schlüsselfigur, die mit elektronischen Instrumenten, Bandschleifen und avantgardistischer Performance die Musik vorantrieb. Tuxedomoon verzichteten auf einen Schlagzeuger, nutzten Drumcomputer, Saxophon und Geige sowie einen Kassettenrekorder und koppelten ihre Auftritte mit Videoprojektionen, Chören, Puppen und Malerei. Factrix folgten der Idee, auf das Schlagzeug zu verzichten, bauten sich eigene Instrumente und experimentierten mit Feld- und Geräuschaufnahmen sowie einem frühen Sequenzer. Zu diesem Gemenge einer kleinen Szene zählte auch der Industrial-Musiker Monte Cazazza, der mit Throbbing Gristle eng verbunden war und mit den Noise-Pionieren aus San Francisco gemeinsam mit konfrontativen Schockeffekten wie stählernen Hakenkreuzen und Robotern aus Stahlschrott und Fleischresten auftrat. Auch die Musiker der Gruppe Chrome waren zum Teil Kunststudenten, die vom Punk beeinflusst Rockmusik mit Bandschleifen und psychedelischen Ansätzen spielten. Bis zum Jahr 1981 festigte sich die Hardcore-Punk-Szene in San Francisco und verdrängte die unkonventionellen Bands. Die Reste des frühen Noise-Rock und der Avantgarde, die in der lokalen Punk-Szene bekannt wurden, zog es fort aus der Region und teilweise bis nach Europa. Flipper gelang es noch 1982 „strapaziösen Hardcore und Noiserock“ zu kombinieren, doch die große Phase der Noise-Rock-Erkundung in San Francisco war zu diesem Zeitpunkt schon passé.

### Big Black und The Boys Next Door

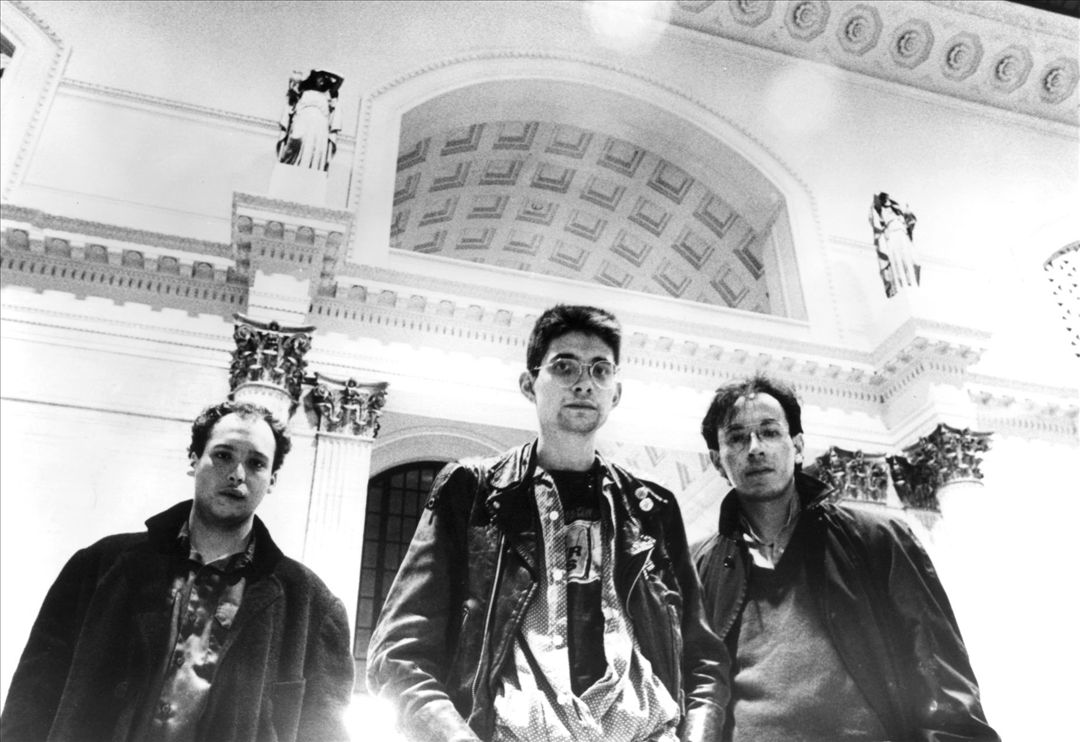
Big Black im Jahr 1986.

In eben jenem Jahr gründete Steve Albini die Band Big Black. Albini, der schon als Fanzine-Schreiber bekannt war und später zu einem der zentralen Produzenten des Noise-Rock und Alternative werden sollte, gründete die Band mit einem Roland TR-606 Drumcomputer, Bass und Gitarre und seinem „Hass auf Gott und die Welt“. Seine ersten Aufnahmen vermischten Elemente des Industrial mit Gothic und Punk, wobei er gerade die liberale Punkszene als Ziel verbaler Attacken und Konfrontationen mit sexistischen und rassistischen Texten auserkor. Seine erste EP Lungs nahm er allein auf. Sie sollte weitere Musiker in die Band holen. So akquirierte Big Black bis in die Mitte der 1980er-Jahre einige Mitmusiker, erlangte kontroverse Popularität und veröffentlichte einige EPs.
In der zweiten Hälfte der 1970er-Jahre wurde die australische Band The Boys Next Door in ihrer Heimat bekannt. Die Band, bestehend aus Nick Cave, Phill Calvert, Mick Harvey und Tracy Pew, veröffentlichte im Dezember 1979 die EP Hee Haw, bei der sie mit einer frisch gewonnenen kreativen Autonomie erstmals ihre eigenen Vorstellungen verwirklichen konnte. Zuvor wurden die vier Teenager von ihrem Management und Label zu Stil und Ästhetikänderungen gedrängt. Im Ergebnis bot Hee Haw „fünf unheimliche Lärmattacken – Schlagzeug und Bass minimalistisch und repetitiv, zuweilen stockend, darüber ein quietschendes Saxophon und kreischende Gitarren, Rückkopplungen ohne Ende und ein Sänger, welcher seine Stimme in keiner Weise schonte, um seinem Ekel Ausdruck zu verleihen“. Am 28. Februar 1980 spielte The Boys Next Door einen letzten Auftritt in Australien. Tags drauf flog die Gruppe nach London und beendete ihre Zeit als The Boys Next Door mit einer Umbenennung in The Birthday Party. Die australische Post-Punk-Gruppe wurde in Europa unter dem neuen Namen populär. Allerdings entwickelte sich The Birthday Party in einer Fortführung und Weiterentwicklung ihres Noise-Rocks zu einer der entscheidenden „Proto-Gothic-Gruppen“.

### Die Szene in New York

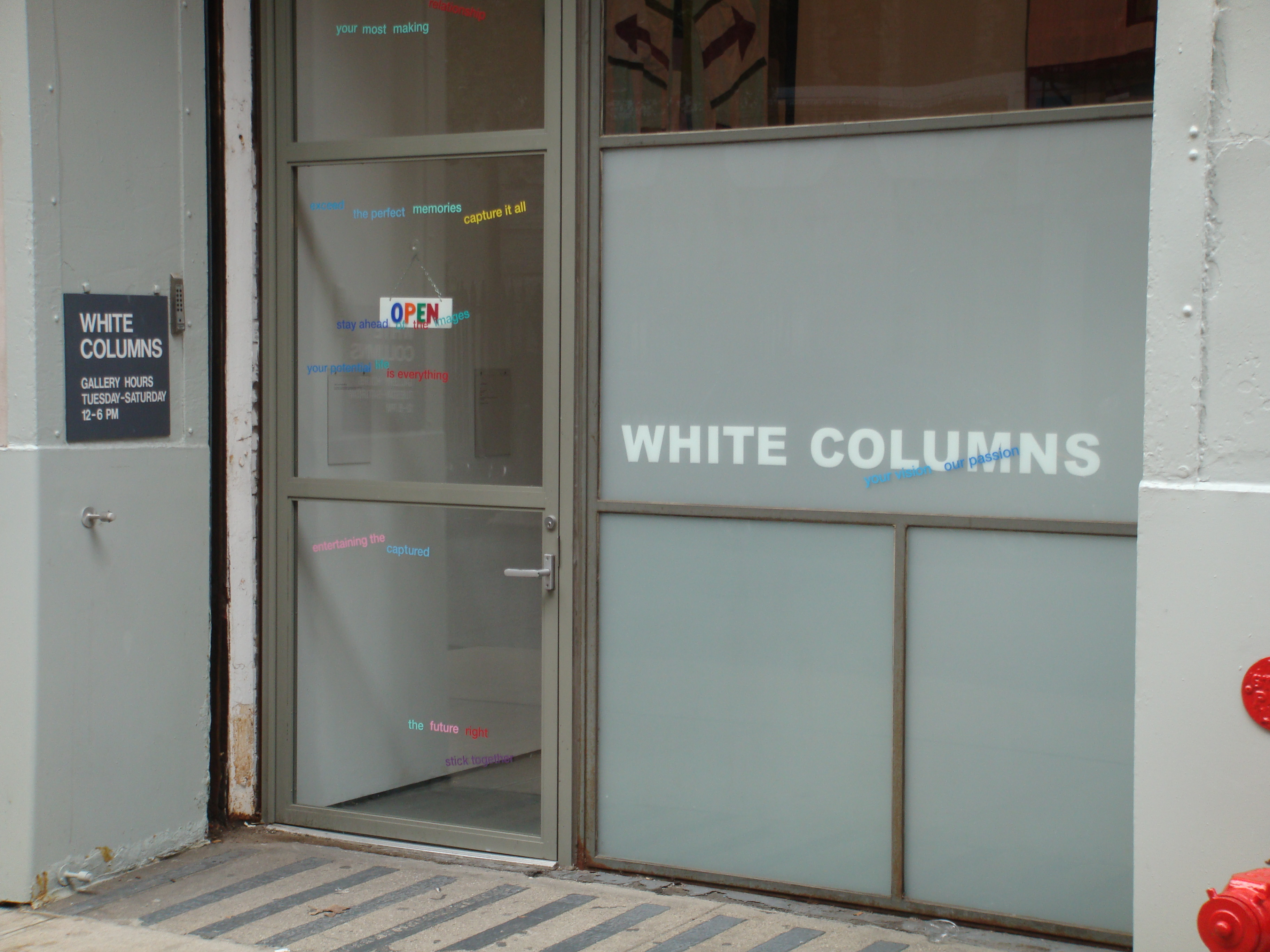
Die Tür der mittlerweile ehemaligen Galerie White Columns, in deren Räumlichkeiten das Noise Fest stattfand

Trotz der Aktivität solcher Post-Punk-Bands, in deren Schaffen Geräusche und Lärm, im Sinne eines nicht durch Notation erfassbaren Spiels, Teil der Musik war, werden die Ursprünge des Noise-Rock als Genre und Szene als Folge des No Wave beurteilt. In einer Erzählung eines harten Bruchs heißt es, No Wave sei 1982 tot gewesen, doch aus der No-Wave-Szene ging unter anderem Sonic Youth hervor, deren Gitarrist und Sänger Thurston Moore 1981 das Noise Fest organisierte, womit er den Grundstein für die Wahrnehmung als zusammenhängendes Genre unter dem Begriff Noise-Rock legte. Das Noise Fest fand vom 16. bis 24. Juni 1981 als gattungsübergreifendes Festival statt. Das von Moore organisierte Festival wurde dabei noch stark mit der No-Wave-Szene assoziiert. Die Auftritte der Musikgruppen wurden von einer von Kim Gordon und Josh Baer kuratierten Kunstausstellung begleitet. Gordon schrieb später, dass das Festival von Moore veranstaltet wurde, damit er die Bands, die er sehen wollte, sehen konnte. Das Festival fand in der Galerie White Columns im New Yorker Stadtteil SoHo statt. Aufnahmen erschienen am 15. Dezember des gleichen Jahres als Musikkassette über ZG Music, ein kleines Label, das unmittelbar an das Kunst- und Musik-Fanzine ZG Magazine angeschlossen war. Sonic Youth hatten ihre ersten Live-Auftritte bei dieser Veranstaltung und baute nach Dave Thompson anschließend eine immense Karriere auf, indem sie alle musikalischen Grenzen bis zum Äußersten ausreizten und die Definition dessen, was Alternative sein könnte, erweiterten. Während Bands wie Tuxedomoon und The Birthday Party verstärkt zur Gothic-Szene gerechnet wurden, wurde Sonic Youth als einer der frühesten und einflussreichsten Vorläufer des Noise Rock, Thomspon nennt es „Hardcore No Wave“, wahrgenommen. Die Band sei „eine Blaupause für zahlreiche nachfolgende Bands“ gewesen, schrieb er.
Neben Sonic Youth entpuppte sich 1982 die Band Swans als wichtigste „Post-No Wave-Underground-Band in New York“. Die Musik der Band bestand aus brachial nihilistischen Lärm-Attacken, „rohem Krach, mit zerrenden Zeitlupen-Folter-Sounds voll wütender Schwere und Häßlichkeit“. Der Bandgründer, Kunststudent und Herausgeber des Fanzines No Michael Gira kam als Freund von Kim Gordon von Sonic Youth die Option das beide Bands im November 1982 gemeinsam auf US-Tournee gehen konnten. Für beide Gruppen die ersten Auftritte außerhalb der Stadt. Gira ging auf das Publikum los und gab lakonische Kommentare hinzu. Seine Auftritte provozierten durchgehend aggressive Spannungen, weshalb sich Sonic Youth entschied nach Möglichkeit zuerst aufzutreten. Die Musik der Band wechselte zwischen „düsterem, brutalem Noise-Rock und dunklem, stimmungsvollem Folk“. Ein monoton, beinah rituell hämmerndes Schlagzeug, ein düsterer Bass und dröhnende verzerrte Gitarren deren Klang an Black Sabbath gemahnt schien, „nur noch düsterer und zerstörerischer“, und einem elektronisch verfremdeten Gesang, der halb gebellt, halb geflüstert wird.

### Erfolgsjahre des Noise-Rock im Alternative
„Aus [der] Ursuppe“ des vergehenden No Wave in New York wurde laut Setzer in den Jahrzehnten darauf „wegweisende und fordernde Kunst“ wie Foetus, Cop Shoot Cop, Unsane, Helmet oder Barkmarket.
Die späten 1980er-Jahre dominierte das nahe Seattle gegründete Amphetamine Records die Wahrnehmung des Noise-Rock. Das von Tom Hazelmyer geführte Unternehmen führte früh Interpreten wie Hazelmyers Halo of Flies neben Mudhoney, The U-Men und The Thrown Ups. Hazelmyer überführte mit Helmet und Unsane dann das Genre und das Label in den Minderheitenmainstream der 1990er-Jahre zwischen MTV und Grunge.
Weitere bekannte Akteure des Noise-Rock wie The Jesus Lizard, Shellac und Dinosaur Jr., die im Zuge des Boom des Alternative Rock in den 1990er-Jahren Erfolge feierten, folgten, insbesondere, nachdem Nirvanas Hitalbum Nevermind den Weg für Rockmusik abseits des Mainstreams ebnete. Dabei stand der frühe Grunge in der direkten Tradition des Noise-Rock. Gruppen wie The Melvins, U-Men und Mudhoney wurden als Teil einer ersten Generation des Grunge wahrgenommen, standen aber hinter dem Erfolg von Gruppen wie Alice in Chains, Soundgarden, Pearl Jam und besonders Nirvana zurück, deren Musik weniger dem Noise-Rock entsprach. Große Unternehmen nahmen Gruppen wie Butthole Surfers, Jesus Lizard und die dem Noise-Rock nahe stehenden Metalband The Melvins unter Vertrag. Allerdings versiegte das Interesse der großen Label am sperrigen Noise-Rock zügig. Das Genre wurde indes von Interpreten wie Pissed Jeans, Zu, Tomahawk, Dÿse oder Ken Mode fortgeführt.

## Folgeerscheinungen und spätere analoge Ansätze
Neben dem kurzen eigenen Erfolg in den 1990ern knüpfte eine Bandbreite insbesondere amerikanisch geprägter Rock-, Post-Hardcore- und Metal-Stile, an der Idee eines Crossovers aus Noise und Rockmusik an, wovon insbesondere Industrial Rock und Grunge den Mainstream durchdrangen.
Dabei blieb der Bezugspunkt des Noise solcher Hybridisierungen nicht exklusiv Noise-Rock. Vielmehr interagierten Noise, Noise-Rock, Metal und Hardcore-Punk ab der Mitte der 1980er-Jahre miteinander. Akteure des Post-Industrial griffen auf Ideen des Metal und Punk, insbesondere das Gitarrenspiel, zurück und Bands des Metal und Hardcore Punk nutzten Sampling, Störgeräusche und Übersteuerungen als musikalische Aspekte unter dem Einfluss des Noise-Rock, Post-Industrial und Noise. Gemein ist den Gruppen die von No Wave und Noise-Rock ausgegangene Aufnahmen der Ideen des Noise unter den formalen Bedingungen der Rockmusik, wie der Band und dem hervorgehobenen Gitarrenspiel; eine Konstellation, unter der die Elemente des Noise und Noise-Rock allerdings oft nur Zitate und spielerische Fragmente einer dann doch stereotypen Rockmusik sind.

### War Metal
War Metal, teils auch als Bestial Black Metal bezeichnet, wird oft als Grenzgänger zwischen Extreme Metal und Noise verstanden. Das Genre entwickelte sich Ende der 1980er- und Anfang der 1990er-Jahre in Finnland und Nordamerika und steht in enger Verbindung zur Klanggewalt von Harsh Noise und Power Electronics, insbesondere durch seine schrill verzerrte Produktion, übersteuerte Gitarrenwände und das oft ununterscheidbare Klangchaos, das dem Genre eine geradezu lärmende, physisch angreifende Wirkung verleiht. Der extrem rohe Hybrid aus frühem Death Metal, Thrash Metal, Hardcore Punk und den Urformen des Black Metal. Stilistisch dominieren tiefer gestimmte Gitarren, rasende Blastbeats und gutturaler Gesang, der eher dem Death Metal entlehnt ist. Die Atmosphäre des Genres ist von radikaler Aggression geprägt, sowohl musikalisch als auch visuell – mit Symbolen von Krieg, Apokalypse und Blasphemie, stilisiert durch Gasmasken, Patronengurte und Baphomet-Ikonografie. Mit Gruppen wie Blasphemy, Bestial Warlust und Goatpenis kristallisierte sich ein Stil heraus, der sich durch eine chaotische, hochgradig übersteuerte Klangästhetik auszeichnet. Der kanadischen Band Conqueror wird dabei eine zentrale Rolle in der Herausbildung dieses Subgenres zugesprochen.

### Industrial Metal
Nordamerikanische Vertreter des Post-Industrials wie Ministry, Skinny Puppy und Frontline Assembly experimentierten Ende der 1980er-Jahre mit Stilelementen des Metals und Hard Rocks. Das Projekt Godflesh des britischen Grindcore-Musikers Justin K. Broadrick und das multinationale Projekt KMFDM verfolgten ähnliche Ideen. Die Musik kombinierte die noisigen Aspekte des Industrial Dance, einem Sammelbezeichnung für nordamerikanische Spielweisen des Post-Industrial, wie elektronische Rhythmen, Samples, Störgeräusche und weißes Rauschen mit den Gitarrenklängen des Metal. Binnen kurzer Zeit wurde der Industrial Rock beziehungsweise Industrial Metal zu einem kulturellen Crossover. Industrial Metal gilt insbesondere im Hinblick auf die nordamerikanischen Vertreter und deren Anhänger als Teil der Gegenkultur. Die Musik transportierte überwiegend gesellschaftskritische Inhalte und wurde in ihrer Hochphase von Punk-, Metal-, Alternative- und Schwarzer Szene gleichermaßen rezipiert. Zugleich wird die Musik als bloße Rockmusik jenseits des Konfrontativen und Dekonstruktiven des Noise und Industrial kritisiert. Die Bezüge zum Noise seien lose Zitate, die massenkompatibel aufbereitet den ideellen Kern des Industrial verloren hätten.

### Noisecore und Noisegrind
Der Begriff Noisecore war in den 1980er-Jahren gebräuchlich, um Musik auf der Schnittmenge von Noise Rock oder Noise und Hardcore Punk zu klassifizieren. Entsprechend breit wurden die frühen Interpreten des Sludge und Post-Metal ebenso dem Begriff zugeordnet wie manche des Industrial Metal. Mit der zunehmenden Partikularisierung der Stilbegriffe im Metal, Grindcore und Hardcore Punk deklarierten sich einige Bands, deren Wurzeln im Grindcore lagen, als Noisegrind in bewusster Abgrenzung zu Jazzcore/Mathcore, Noise-Rock und ähnlichen Kombinationen von Elementen aus Hardcore Punk und Noise. Anfänglich noch auf chaotische Grindcore-Interpreten wie Anal Cunt angewandt, bezeichnete Noisegrind später Interpreten, die in der Folge von Gerogerigegege und Fear of God Grindcore mit Elementen des Harsh Noise kombinieren.

### Jazzcore und Mathcore

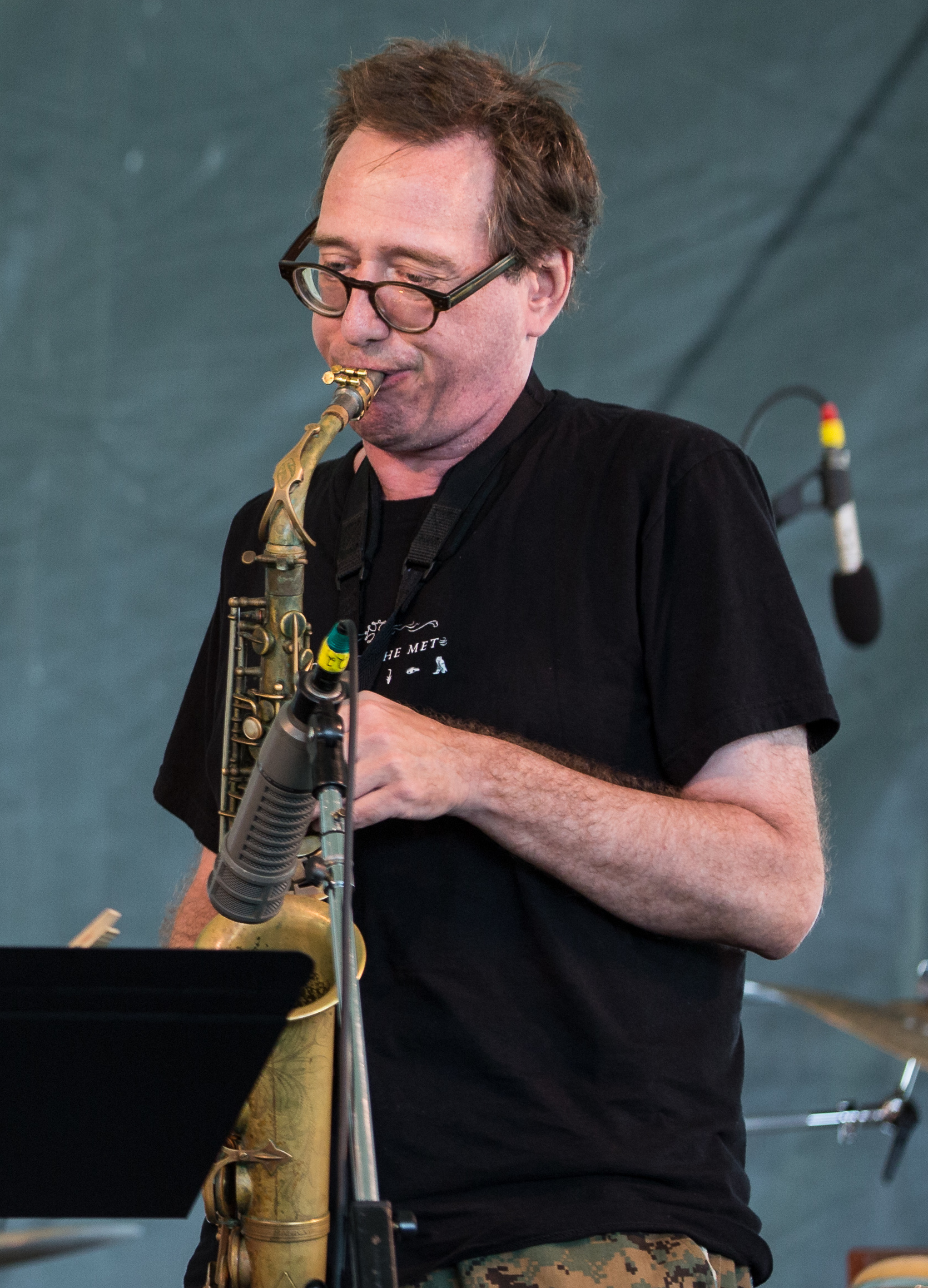
John Zorn (2014)

Jazzcore beziehungsweise Mathcore fußt indes auf dem Werk von John Zorn. Zorn kombinierte mit Projekten wie Painkiller und Naked City in der zweiten Hälfte der 1980er-Jahre Elemente des Metal, Jazz und Rock unter der Herangehensweisen der neuen Improvisationsmusik zu aggressiven, teils improvisierten, extrem schnellen und dynamischen Stücken, deren Dynamik an jene des Free Jazz erinnert. Zorn kooperierte früh mit Metal- und Noise-Musikern wie Mike Patton von Mr. Bungle und Faith No More und Yamantaka Eye von Hanatarash und Boredoms. Während einige Bands aus dem Post-Hardcore zeitnah mit ähnlichen Stilideen spielten, folgten weitere Interpreten aus dem Post-Hardcore und Metal der Idee in den 1990er- und frühen 2000er-Jahren. Gruppen wie The Dillinger Escape Plan, Converge und Norma Jean etablierten sich als Jazzcore oder Mathcore. Dabei erwies sich die Bezeichnung als unstete Minderheitenmusik, die zwischen Noise, Avantgarde und Hardcore Punk gefahr lief, sich im progressiven und virtuosen Selbstzweck zu verlieren. Interpreten denen es gelinge, „auf hohem musikalischen Niveau immer noch Punk-Energie“ zu wahren, stehe eine „steife Konstruktion verquerer Riffs und Breaks“ gegenüber, schrieb Martin Büsser. Die gezielte Konstruktion und das Präsentieren der eigenen Virtuosität stellt derweil einen Bruch mit der Attitüde des Punk, ebenso wie mit der Idee des Noise dar.

### Sludge
Im Frühjahr 1988 gründete Jimmy Bower die Band EyeHateGod, zu der zügig Mike Williams, Joey LaCaze, Steve Dale und Marc Schulz hinzustießen. Inspiriert von Interpreten wie The Melvins, SPK und Black Flag Band spielte eine „Kombination aus schleichendem, verzerrtem Blues und wahnsinnigem Hardcore Punk“. Mit wiederkehrenden Rückkopplungen der Gitarren, Sampling, Ausbrüchen von Noise und Hardcore Punk, Williams’ kehligem Gesang und der groben Produktion begründete die Band das Genre Sludge. Auf dem Debüt wie auf dem zweiten Album Take as Needed for Pain präsentierte die Band hinzukommend ein zentrales Noisestück aus Sampling und elektronischer Musik zwischen Dark Ambient und Death Industrial. Obschon Interpreten wie Iron Monkey und Buzzov•en der Idee von EyeHateGod folgten, spielten andere in der Tradition von Crowbar oder Down einen Sludge, der keine Facetten des Noise oder Industrial beinhaltete. Entsprechend ist Sludge nicht umfassend als Substil des Noise und Noise-Rock zu kategorisieren.

### Post-Metal

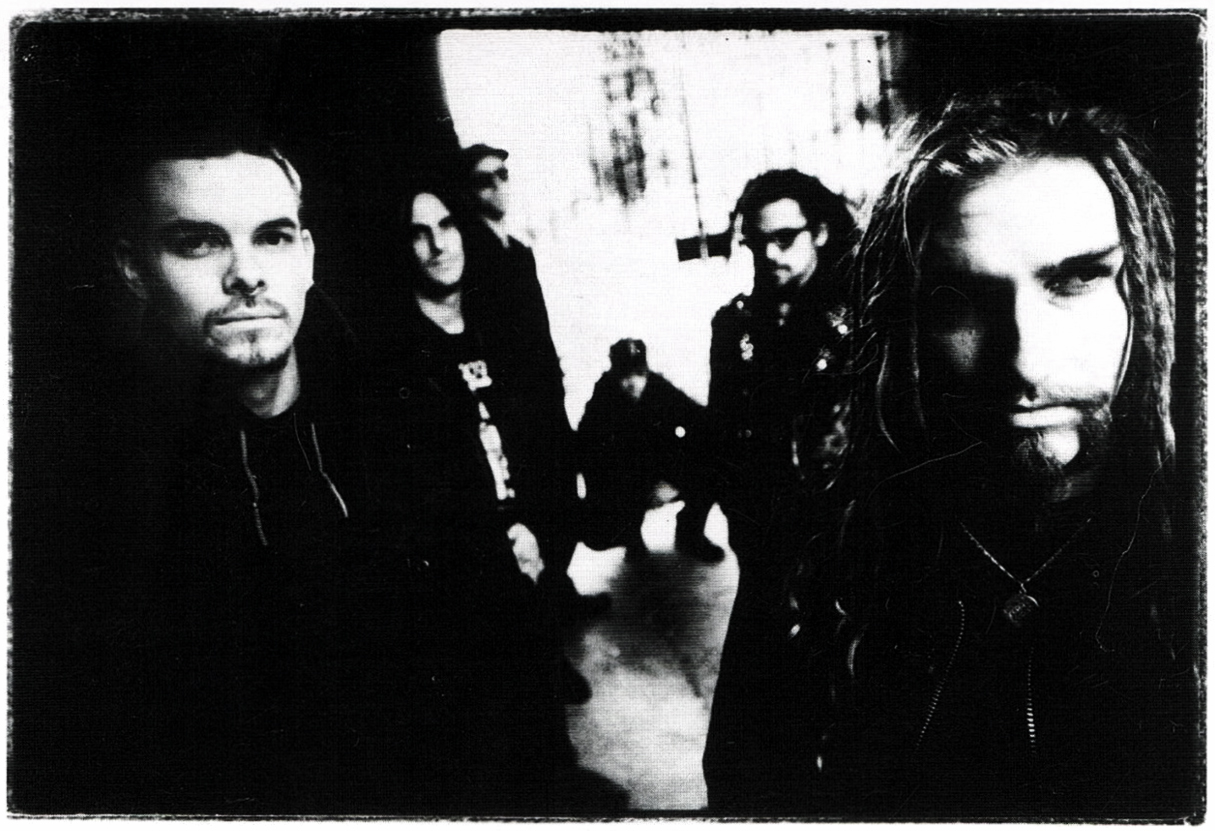
Die Gruppe Neurosis, hier auf einem offiziellen Promotions-Foto aus dem Jahr 1992, legte mit dem im gleichen Jahr veröffentlichten Album Souls at Zero einen wesentlichen Grundstein für die Entstehung des Post-Metals

Mit Überschneidungen zu Sludge und Industrial Metal, die insbesondere bei Bands wie Godflesh und Skin Chamber bemerkbar ist, entstand das Genre Post-Metal Anfang der 1990er-Jahre. Als zentrale Veröffentlichung des Genre gilt derweil Souls at Zero von Neurosis aus dem Jahr 1992. Das Album bot auf der „Schnittstellen Metal/Hardcore und Noise/Rock“ einen wegweisenden Klang, der folkloristische Instrumente, Sampling, kakophonen Rhythmen, Elementen des Noise und des Industrial in den Metal-Hardcore-Hybrid einband. So werden Godflesh und Skin Chamber rückblickend als Pioniere des Post-Metal betrachtet, während das Album Souls at Zero als erste vollwertige Veröffentlichung im Genre wahrgenommen wird. Neurosis baute den Ansatz über die folgenden Alben hinweg aus und experimentierte mit Klangcollagen, Überlagerungen und Visualisierungen.
Godflesh kombinierten bereits 1988 und 1989 auf Godflesh und Streetcleaner einen minimalistisch schleppend, repetitiven Rhythmus mit stark verzerrten und langsam gespielten Gitarren. Der Stil von Skin Chamber wiederum wurde laut ihrem Mitglied Paul Lemos durch die Gruppe Swans inspiriert. Beide Bands wurden dem aufkeimenden Industrial Metal um Gruppen wie Ministry und Pitchshifter zugeordnet. Die Wahrnehmung als Vertreter eines gemeinsamen Stils fand erst nach der Jahrtausendwende statt. Neurosis hingegen wurde gemeinsam mit Gruppen wie EyeHateGod und Buzzov•en wahrgenommen und als avantgardistischer und atmosphärischer Vertreter des Sludge gewertet. Entsprechend steht der Begriff Atmospheric Sludge synonym für den Post-Metal. Um die Jahrtausendwende traten weitere Gruppen hinzu, deren Stil unmittelbar von Neurosis, Godflesh und Skin Chamber beeinflusst war. Dabei entwickelte sich der Stil zügig in unterschiedliche Spielweisen, einige Interpreten verstärkten die Dynamik, andere Elemente des Progressive- oder Post-Rock. Viele dieser neuen Varianten reduzierten derweil die Bestandteile des Noise. Entsprechend ist auch Post-Metal zwar nachhaltig vom Noise, Noise-Rock und No Wave beeinflusst, führt diese Traditionslinie jedoch nicht umfassend fort.

### Drone Doom
Auch der von The Melvins und Earth zu Beginn der 1990er-Jahre initiierte Drone Doom weist, durch den bewussten Einsatz von Rückkopplungen, Verzerrungen und tonaler Übersteuerung, Überschneidungen zum Noise auf. Diese klanglichen Erweiterungen intensivieren die körperliche Wirkung der Musik und verstärken den Eindruck des klanglichen Stillstands. Der resultierende Sound wird nicht selten als physisch überwältigend und bewusstseinserweiternd beschrieben – ein ästhetischer Ansatz, der sich explizit von konventionellen musikalischen Formen abgrenzt. Kooperationen mit Noise-Interpreten bei Gruppen wie The Melvins Boris und Sunn O))) dokumentiert verdeutlichen die enge Verstrebung. Interpreten wie Black Boned Angel, Khlyst, Embrujo und House of Low Culture agieren unmittelbar an der Grenze zwischen Drone Doom und Dark Ambient. Die spanische Band Strangulation indes nähert sich dem Death Industrial.

### Torture Doom
Mit dem Torture Doom entstand in der ersten Hälfte der 2000er hinzukommen ein Subgenre im Crossover mit dem Funeral Doom, das sich musikalisch wie thematisch überwiegend mit den titelgebenden Themen Folter und Schmerz befasst. Eine verstörende Atmosphäre und Noise-Elemente wie Dissonanzen, geschriener Gesang und Sampling sind Teil des üblichen Repertoires. Als Vorläufer des Mikrogenres gilt die britische Band Esoteric, deren 1994 und 1997 erschienene ersten Alben Epistemological Despondency und The Pernicious Enigma bereits ähnliche Stilmittel nutzten und von Aesthetic Death Records als „Hateful, barbaric, torture doom“ beworben wurde. Insbesondere durch die Musik der 2001 debütierten Band Wormphlegm etablierte sich Torture Doom. Gruppen wie Funeralium, Monumenta Sepulcrorum, Torture Wheel, Sektarism, The Sad Sun, oder Stabat Mater setzten das Genre fort. Einige der Musiker solcher Gruppen waren auch in anderen Noisegenren aktiv. So ist insbesondere Mikko Aspa von Stabat Mater mit Grunt und Nicole 12 auch als Noisemusiker bekannt.